# María Selva
Villa María Selva es un barrio de Santa Fé de la Vera Cruz, Argentina, ubicado al centro norte de la ciudad.  Es conocido por su inmigración italiana, y se le ha llamado "la Italia chica", pese a que su oficial nombre María Selva procede de la hija de un antiguo propietario de los predios donde eventualmente se construyó la villa.  La urbanización del área se remonta al principio de los 1920s.
Ya en 1926 la sociedad vecinal, fundada en 1922, había construido sendos edificios para la escuela y para la biblioteca, a un costo de 15,000 pesos.  En 1928 la villa fue descrita como "barrio tranquilo" pese a que por la calle principal ya pasaba "intenso tráfico" hacia el norte.
Ubícanse en María Selva diversas asociaciones, entre las que figuran el Unión y Progreso, el Figli di Lioni, y la ACLI.